# Observatorio de medios
Un observatorio de medios identifica, analiza y estudia problemas relacionados con los medios de comunicación. Considera como objeto de trabajo los procesos básicos de generación, emisión, circulación y recepción de información a través de los medios de comunicación. Usualmente, un observatorio de medios busca la relación entre los contenidos producidos/presentados, y la función informativa de dichos contenidos.
En América Latina los Observatorios de Medios Archivado el 4 de agosto de 2016 en Wayback Machine. se han diversificados y están tanto en el sector público como privado; también en las Universidades con fines académicos e investigativos. Su tipología es diversa como demuestran diversos estudios

## Características
Para el conjunto de los observatorios, las siguientes condiciones son comunes:
1. Estudio de dinámicas mediáticas, procesos, emergencias de la propia sociedad. Los observatorios conectan con la actualidad inmediata del entorno y reaccionan ante los cambios estructurales.
2. Análisis de topologías, instituciones, narrativas y discursos. Los distintos elementos de que consta el proceso de comunicación, así como los diversos actores que participan del mismo son objeto de análisis.[3]
3. Monitoreo de la información y de su resignificación. La perspectiva sobre los acontecimientos y las correspondientes actuaciones de los medios son comparados, analizados (individualmente y dentro de una trayectoria) e interpretados.[4]
4. Especial atención a los actores sociales y a los asuntos del debate público. Los observatorios dependen de la actualidad informativa de la sociedad que constituye su objeto de análisis y centran su actividad acerca de aquellas cuestiones que congregan una mayor atención o seguimiento mediático.
5. Evaluación de criterios éticos de los medios. El desarrollo correcto del trabajo periodístico sigue centrando una buena parte de los análisis y controversias salidas de los observatorios de medios.[5]
6. Conformación de iniciativas ciudadanas, empresariales y sociales, relacionadas con la comunicación y el ejercicio de la democracia. La mayor parte de los observatorios no permanece estancada en la mera contemplación de la realidad mediática de la que informan, sino que participan, directa o indirectamente, de iniciativas de reacción ante las irregularidades descubiertas.
7. Carácter novedoso para el conjunto de la sociedad. Su reciente aparición, así como la novedad de las cuestiones y elementos técnicos a los que se presta atención, supone para la sociedad un valor añadido de atención.
8. Focalización temática según ejes específicos. Los observatorios generales conviven con los cada vez más numerosos y desarrollados dedicados a áreas temáticas determinadas (mujer, infancia,…).
9. Elaboración de estudios minuciosos como arma fundamental de acción. No imponen sanciones jurídicas sino que informan notoriamente de los desajustes.
10. Tres tipos de miembros: profesionales del periodismo, universitarios e investigadores, así como usuarios (comunes o de reconocido prestigio).
11. En los últimos estudios que se han realizado, declaraciones de habitantes en el sector, informan que este observatorio "Aguilar" no ha sido abandonado, que los militares y científicos han hecho de él una base anónima.